# Pulitzer-Preis 1996
Der Pulitzer-Preis 1996 war die 80. Verleihung des US-amerikanischen Literaturpreises. Die Jury bestand aus 18 Personen unter dem Vorsitz von Peter R. Kann. Das „Pulitzer Prize Board“ vergab Preise für Arbeiten, die während des Kalenderjahres 1995 entstanden waren. 

## Bereich Journalismus(Journalism)
| Kategorie                                                  | Preisträger                                       | Begründung |
| ---------------------------------------------------------- | ------------------------------------------------- | --- |
| Aktuelle Berichterstattung (Breaking News Reporting)       | Robert D. McFadden von The New York Times         | Preis verliehen für seine hochqualifizierten und termingerechte Berichterstattung während des Jahres. |
| Dienst an der Öffentlichkeit (Public Service)              | The News & Observer, Raleigh                      | Preis verliehen für die Arbeiten von Melanie Sill, Pat Stith und Joby Warrick über die Umwelt- und Gesundheitsrisiken von Abfallentsorgungssystemen, die in der wachsenden Schweineindustrie in North Carolina eingesetzt werden.                                                                 |
| Investigativer Journalismus (Investigative Reporting)      | Mitarbeiter des Orange County Register, Santa Ana | Preis verliehen für die Berichterstattung, die betrügerische und unethische Praktiken im Bereich Fruchtbarkeit in einem führenden Universitätskrankenhaus aufgedeckt und wichtige regulatorische Reformen veranlasst hat.                                                                         |
| Hintergrundberichterstattung (Explanatory Journalism)      | Laurie Garrett vom Newsday, Long Island           | Preis verliehen für ihre mutige Berichterstattung aus Zaire über den dortigen Ausbruch des Ebola-Virus. (Der Gewinner wurde in der Kategorie „Internationale Berichterstattung“ eingetragen und nominiert und vom Pulitzer-Preis-Gremium in die Kategorie „Erklärender Journalismus“ verschoben). |
| Beat Reporting (Specialized Reporting)                     | Bob Keeler von Newsday, Long Island               | Preis verliehen für sein detailliertes Porträt einer fortschrittlichen katholischen Ortsgemeinde und ihrer Gemeindemitglieder. |
| Kritik (Criticism)                                         | Robert Campbell von The Boston Globe              | Preis verliehen für sein sachkundigen Artikel über Architektur. |
| Karikatur (Editorial Cartooning)                           | Jim Morin vom Miami Herald                        | |
| Leitartikel (Editorial Writing)                            | Robert B. Semple, Jr. von The New York Times      | Preis verliehen für seine Leitartikel zu Umweltthemen. |
| Kommentar (Commentary)                                     | E.R. Shipp von der New York Daily News            | Preis verliehen für ihre eindringlichen Kolumnen zu Rasse, Wohlfahrt und anderen sozialen Themen. |
| Auslandsberichterstattung (International Reporting)        | David Rohde von The Christian Science Monitor     | Preis verliehen für seine beharrliche Berichterstattung vor Ort über das Massaker an Tausenden bosnischen Muslimen in Srebrenica. |
| Berichterstattung im Inland (National Reporting)           | Alix M. Freedman von The Wall Street Journal      | Preis verliehen für ihre Berichterstattung über die Tabakindustrie, einschließlich eines Berichts, der aufdeckte, wie Ammoniakzusätze die Nikotinwirkung steigern. |
| Feature Writing (Feature Writing)                          | Rick Bragg von The New York Times                 | Preis verliehen für seine elegant geschriebenen Geschichten über das heutige Amerika. |
| Aktuelle Fotoberichterstattung (Breaking News Photography) | Charles Porter IV (freiberuflicher Fotograf)      | Preis verliehen für seine eindringlichen Fotos, die nach dem Bombenanschlag in Oklahoma City aufgenommen und von Associated Press verbreitet wurden und ein einjähriges Opfer zeigen, das einem örtlichen Feuerwehrmann übergeben und dann von ihm gewiegt wird.                                  |
| Feature-Fotoberichterstattung (Feature Photography)        | Stephanie Welsh (freiberufliche Fotografin)       | Preis verliehen für ihre schockierende, vom Newhouse News Service veröffentlichte Fotosequenz einer weiblichen Genitalbeschneidung in Kenia. |

## Bereich Literatur, Theater und Musik(Books, Drama & Music)
| Kategorie                                                   | Preisträger |
| ----------------------------------------------------------- | --- |
| Geschichte (History)                                        | William Cooper's Town: Power and Persuasion on the Frontier of the Early American Republic von Alan Taylor (Alfred A. Knopf) |
| Belletristik (Fiction)                                      | Independence Day (deutscher Titel: Unabhängigkeitstag) von Richard Ford (Alfred A. Knopf)                                    |
| Sachbuch (General Nonfiction)                               | The Haunted Land: Facing Europe's Ghosts After Communism von Tina Rosenberg (Random House)                                   |
| Musik (Music)                                               | Lilacs von George Walker (MMB Music)                                                                                         |
| Dichtung (Poetry)                                           | The Dream of the Unified Field von Jorie Graham (The Ecco Press)                                                             |
| Theater (Drama)                                             | Rent (deutscher Titel: Rent) von Jonathan Larson (Rob Weisbach Books/William Morrow)                                         |
| Biographie oder Autobiographie (Biography or Autobiography) | God: A Biography by Jack Miles (Alfred A. Knopf)                                                                             |

## Sonderpreise (Special Citations)
| Kategorie    | Preisträger                                            | Begründung                                                                                                 |
| ------------ | ------------------------------------------------------ | --- |
| Journalismus | Herb Caen (Lokalkolumnist des San Francisco Chronicle) | Preis verliehen für seinen außergewöhnlichen und anhaltenden Beitrag als Stimme und Gewissen seiner Stadt. |